# Porta Nigra
Porta Nigra (în traducere din limba latină „Poarta Neagră“) este un monument roman ridicat în anul 170 în orașul Augusta Treverorum, astăzi Trier, în Germania.

## Istorie
Această poartă monumentală a fost construită în cursul iernii 169 - 170 d.Hr. ca poartă la intrarea de Nord a orașului Augusta Treverorum, fostă capitală a tribului trevirilor, devenită Trier. Numele său provine de la culoarea întunecată a pietrei, datorate patinei secolelor; această culoare este atestată din Evul Mediu.
Călugărul grec Simeon s-a stabilit ca pustnic în monument, în jurul anului 1028, și probabil s-a claustrat acolo. După moartea sa, în 1035, relicvele sale au fost coborâte la parter, iar apoi a fost canonizat. Un sanctuar a fost construit în onoarea sa, iar Porta Nigra a fost folosită ca biserică pe două niveluri, a cărei absidă este încă vizibilă în partea de est a monumentului.
În 1802 Napoleon Bonaparte a ordonat distrugerea bisericii. În timpul vizitei sale la Trier, în 1804, a dat ordin să restaureze Porta Nigra în configurația sa romană originală, distrugând în special toate construcțiile din jurul ei și restabilind curtea interioară și nivelul inițial al solului, din Antichitate. În mod ciudat, restaurarea a păstrat partea inferioară a absidei bisericii, însă turnul de est nu a fost reconstruit la înălțimea sa antică. Porta Nigra, astfel, eliberată și restaurată, a rămas asimetrică și oferă astăzi un aspect compozit, care nu este complet în conformitate cu aspectul său antic.
Porta Nigra a apărut pe mărci poștale germane de mai multe ori: prima dată în 1940, apoi în 1947 și în 1984 (pentru sărbătorirea a două milenii ale orașului), iar în 2002 pe o monedă cu valoarea nominală de un euro.
Este, de asemenea, obiectul unei monede comemorative, cu valoarea nominală de 2 euro, emise în 2017, pentru a reprezenta Renania-Palatinat, ca parte a seriei Landurile Germaniei.
În 1986 Porta Nigra, ca și alte monumente romane existente la Trier și în regiunea din jur, au fost înscrise în repertoriul Patrimoniului Mondial UNESCO.

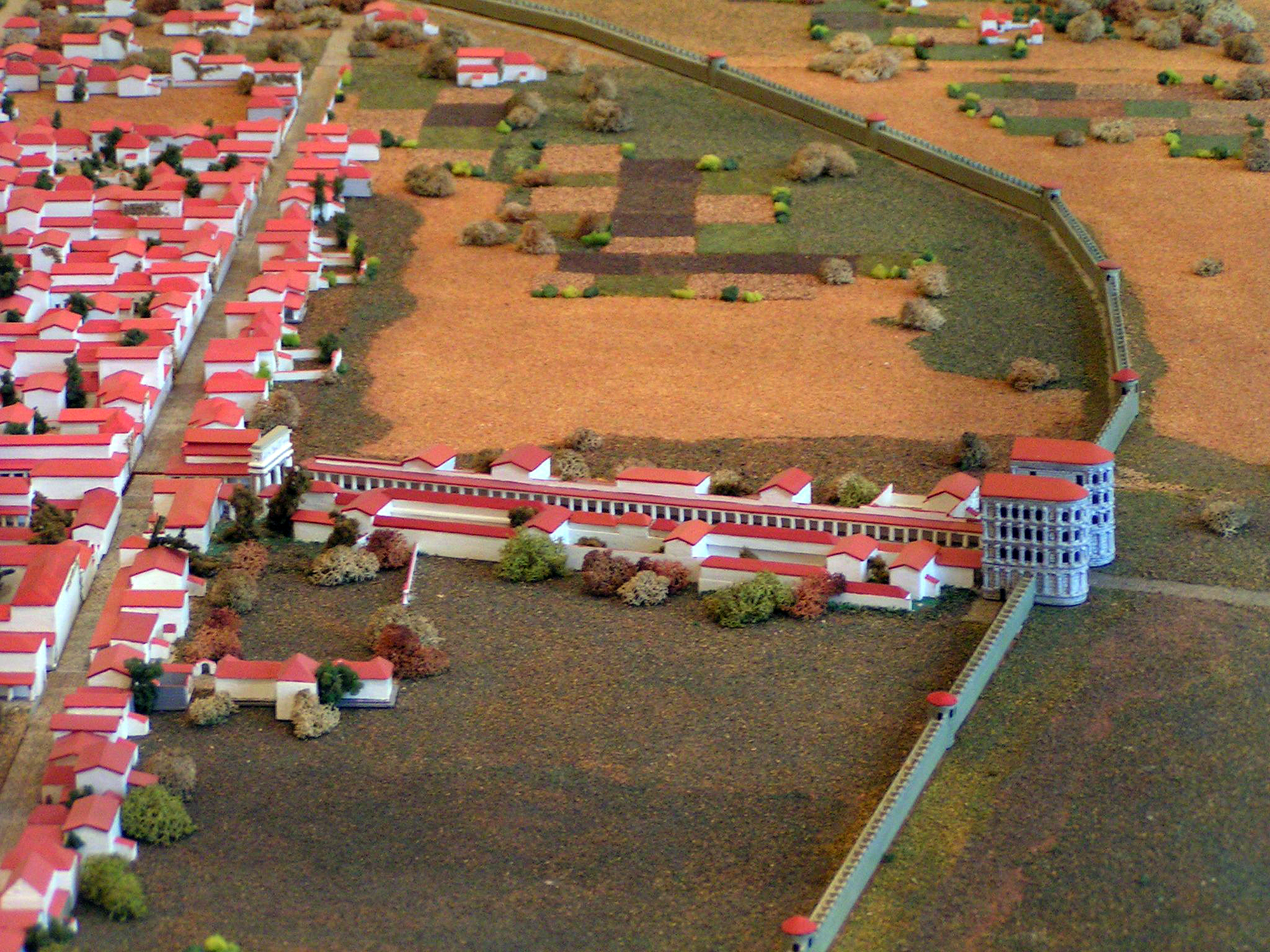
Porta Nigra în epoca romană
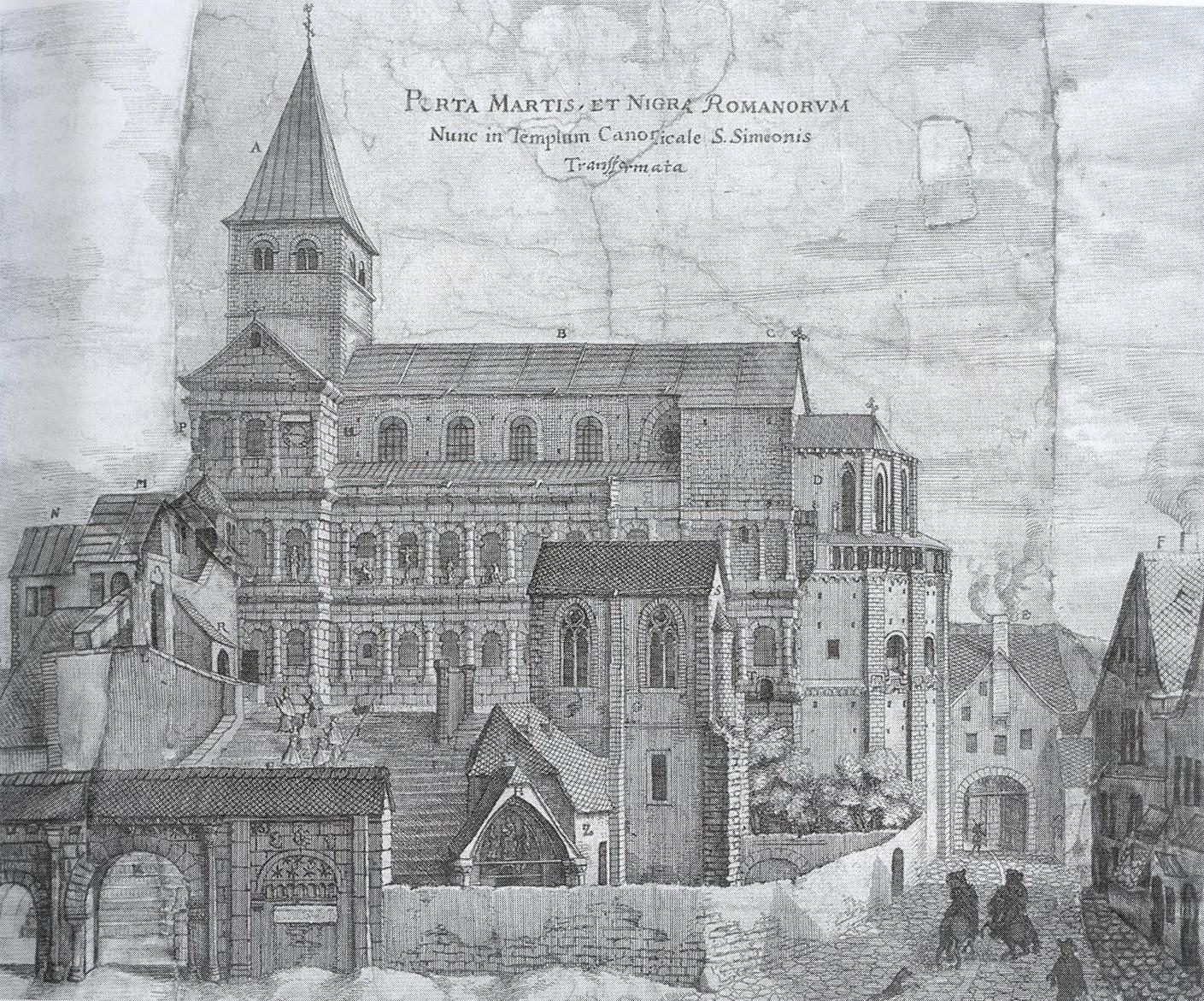
Porta Nigra în 1670
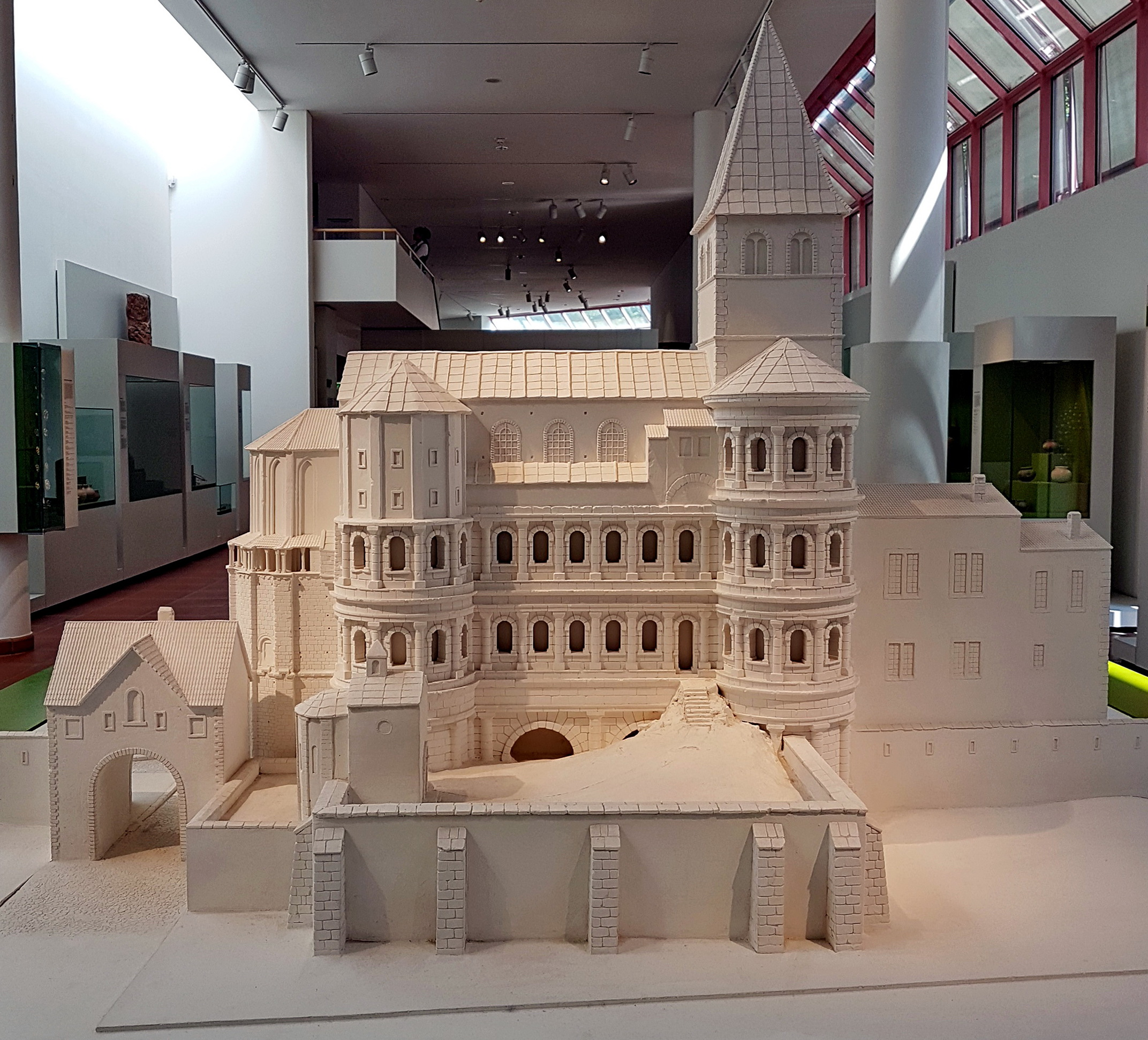
Fațada nordică a Portae Nigrae, în configurația sa medievală, când a fost integrată în biserica colegială Sfântul Simeon de Trier (Machetă vizibilă la Muzeul Renan din Trier).
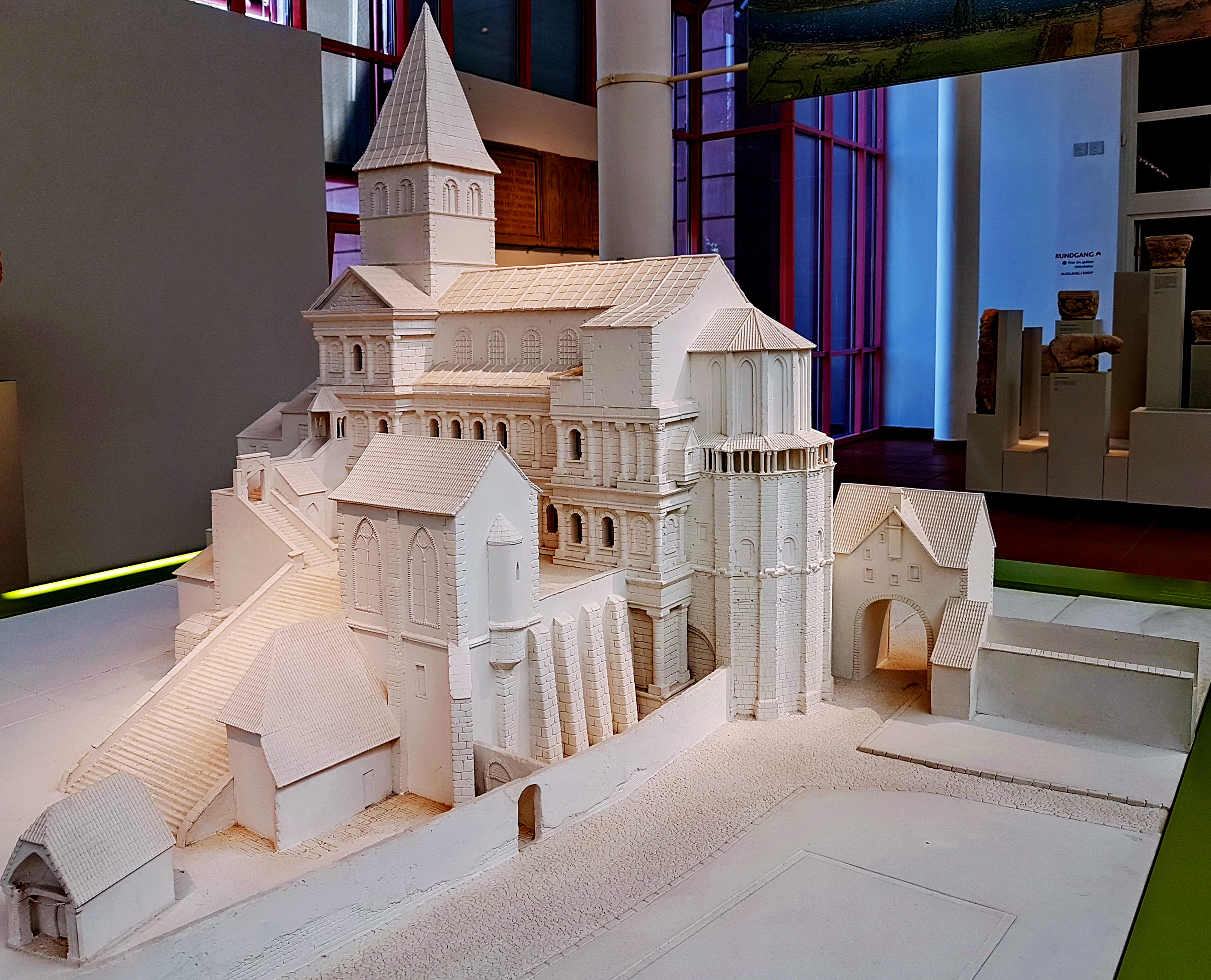
Fațada sudică a Portae Nigrae, în configurația sa medievală, când a fost integrată în biserica colegială Sfântul Simeon de Trier (Machetă vizibilă la Muzeul Renan din Trier)
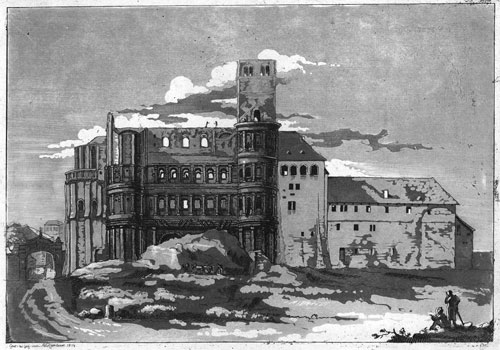
Demolarea bisericii (1814): se remarcă faptul că pământul din fața arcadei principale nu este încă degajat la nivelul său antic.
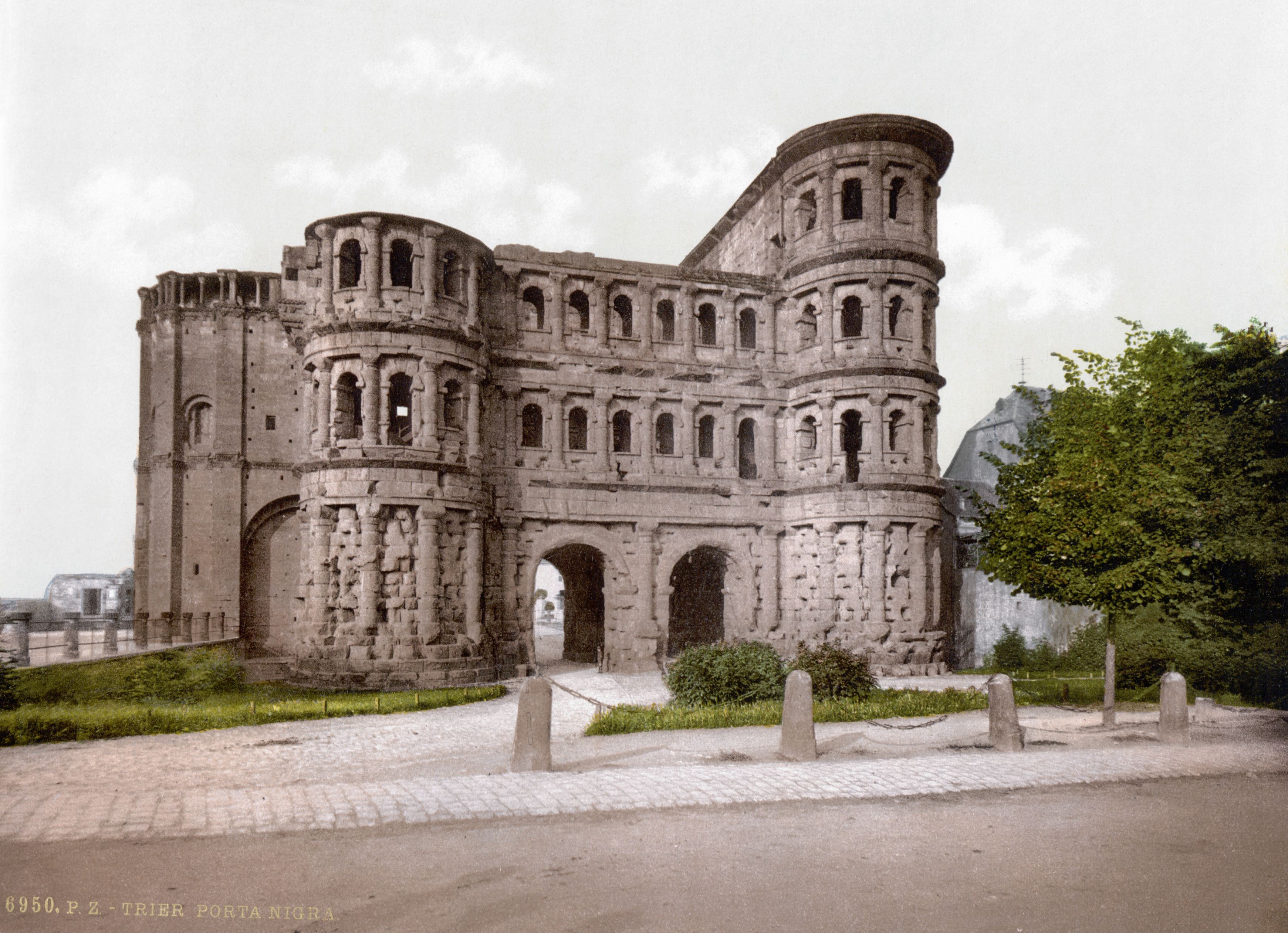
Porta Nigra prin 1900
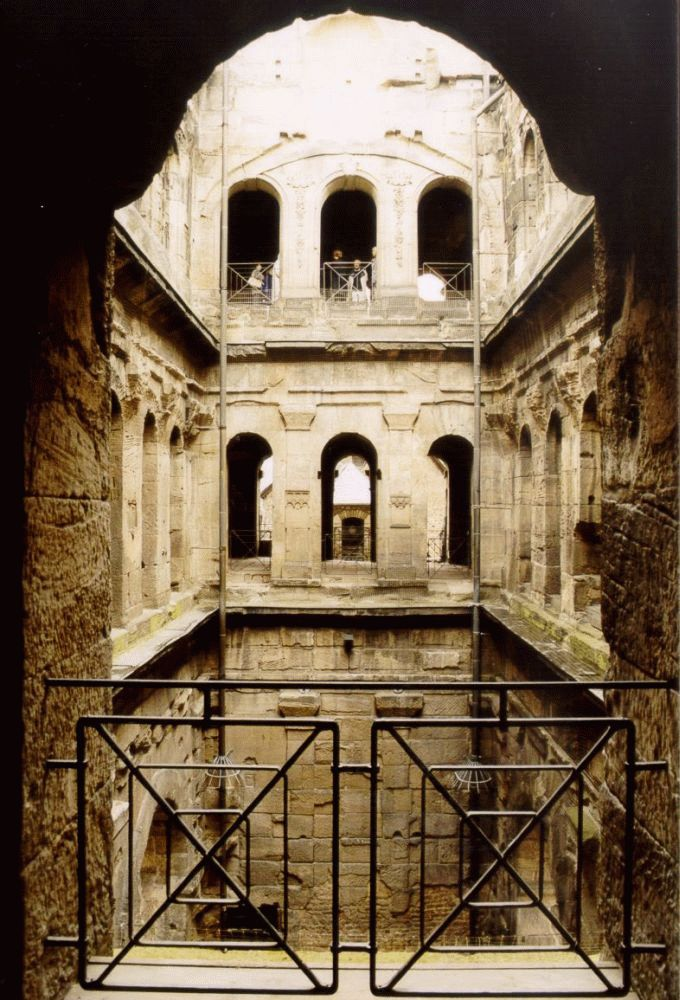
Interiorul monumentului
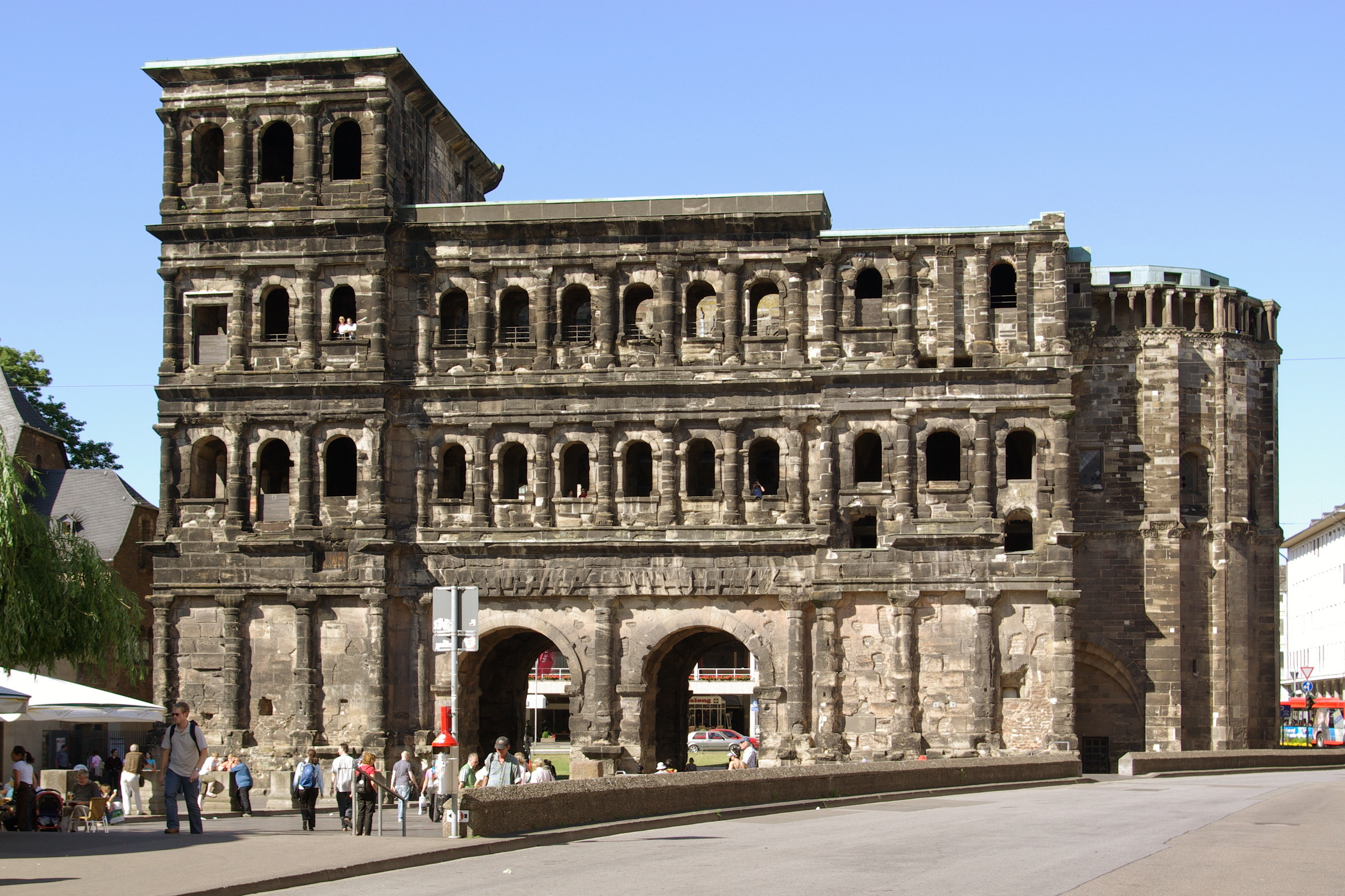
Porta Nigra dinspre oraș